# Randogne
Randogne är en ort i kommunen Crans-Montana i kantonen Valais, Schweiz. Orten var före den 1 januari 2017 en egen kommun, men slogs då samman med kommunerna Chermignon, Mollens och Montana till den nya kommunen Crans-Montana.